# Chlorurus capistratoides
Chlorurus capistratoides är en fiskart som först beskrevs av Bleeker, 1847.  Chlorurus capistratoides ingår i släktet Chlorurus och familjen Scaridae. IUCN kategoriserar arten globalt som livskraftig. Inga underarter finns listade i Catalogue of Life.
Exemplaren blir upp till 40 cm långa. De har en rosa-grön grundfärg, rosa punkter eller fläckar på fjällen samt rosa kanter vid gälöppningarna.
Arten förekommer kring öar och nära stranden i Indiska oceanen och västra Stilla havet. De dyker till ett djup av 25 meter. Ensamma individer eller små grupper hittas nära korallrev eller klippor. Ibland finns blandade grupper med andra fiskar. Under parningstiden bildas monogama par.
Ibland fångas individer som matfisk. Beståndet hotas när korallrev försvinner. Delar av utbredningsområdet är skyddszoner. Hela populationen är fortfarande stor. IUCN listar arten som livskraftig (LC).